# 汤河乡 (丰宁县)
汤河乡，是中华人民共和国河北省承德市丰宁满族自治县下辖的一个乡镇级行政单位。

## 行政区划
汤河乡下辖以下地区：
汤河村、龙潭村、西湾子村、红石山村、中沟门村、杨树沟村、大草坪村、上台子村、小窝铺村、下庙村、上庙村、料坡道村、田营村和羊草沟门村。